# Nikolaus von Preradovich
Nikolaus Johannes Hermann Maria Preradovich (* 28. September 1917 in Baošić, Dalmatien, Österreich-Ungarn; † 19. Juni 2004 in Hannover, Deutschland) war ein österreichischer Historiker, Genealoge und Publizist.
Von 1956 bis 1966 war er Universitätsdozent für Allgemeine Neuere Geschichte an der Universität Graz. Bis in die 1970er Jahre hinein bewegte er sich mit seinen Forschungen und Veröffentlichungen innerhalb der seriösen Geschichtswissenschaft. Ab den 1980er Jahren schrieb Preradovich dann regelmäßig für rechtsextreme Organe in Deutschland und Österreich.

## Leben

### Familie
Nikolaus Preradovich entstammte einer weitverzweigten Familie; sein Urgroßvater war der k.k. Generalmajor und kroatische Nationaldichter Petar Preradović. Er wurde 1917 als Sohn des Linienschiffsleutnants Ivo von Preradovich (1890–1944) und dessen Frau Hertha, Tochter des k.u.k. Viceadmirals Karl Lanjus von Wellenburg, in der Bucht von Kotor, einem k.u.k. Kriegshafen an der Adria, geboren. Der Genealoge Friedrich Graf Lanjus von Wellenburg war neben dem deutschen Zoologen Thilo Krumbach sein Onkel mütterlicherseits. Eine Tante väterlicherseits, Paula Preradović, war Dichterin der österreichischen Bundeshymne, ihr Ehemann (Preradovichs Onkel) Ernst Molden Historiker und Journalist, Gründer der Presse. Zu seinen Cousins gehörten Moldens Söhne, die Widerstandskämpfer Otto und Fritz. Ottos Sohn wiederum ist der Musiker Ernst Molden. Ein weiterer Onkel war der Schriftsteller Petar von Preradović.
Von 1946 bis 1948 war er verheiratet mit Johanna, geb. Freiin von Doblhoff, und von 1966 bis 1968 mit Gisela, geb. von Böhm-Bezing. 1971 heiratete er die Kinderkrankenschwester Christa, geb. von Wedel-Kannenberg.

### Gymnasialzeit und Kriegsdienst
Er besuchte ein Gymnasium in Graz, das Abteigymnasium Seckau, die Bundeserziehungsanstalt (für Knaben) in Horn, das Marieninstitut Graz, das Franziskaner-Kolleg (Franjevački kolegij) Varaždin und die Oberrealschule Graz. 1940 maturierte er.
Im Zweiten Weltkrieg diente er in der erst Mitte 1941 von kroatischen Faschisten aufgestellten kroatischen Armee (Hrvatsko domobranstvo) und in der deutsch-kroatischen Legion (Hrvatska legija).

### Studium und wissenschaftliche Tätigkeit
1945 nahm er an der Universität Graz ein Studium auf und belegte die Fächer „Österreichische Geschichte“ und „Allgemeine Geschichte des Mittelalters und der Neuzeit“. Am 26. Jänner 1949 legte er seine Dissertation Die Stellungnahme Italiens zur Annexion Bosniens und der Hercegovina 1908/09 vor (Betreuer war Hermann Wiesflecker); nach der Ablegung der Rigorosen am 24. März 1949 wurde er zum Doktor der Philosophie promoviert.
1952/53 arbeitete Preradovich als Stipendiat bzw. Assistent an dem von Johann Wilhelm Mannhardt geleiteten Institut zur Erforschung der Vertriebenenfrage in Marburg/Lahn. Von 1953 bis 1955 war er wissenschaftlicher Mitarbeiter am Institut für Europäische Geschichte in Mainz. 1956 habilitierte er sich an der Universität Graz über Die Führungsschichten in Österreich und Preußen 1804–1918 und war ebenda von 1956 bis zur Beurlaubung 1966 als Universitätsdozent für Allgemeine Neuere Geschichte tätig. Seine historisch-soziologische Habilitationsschrift wurde durchaus positiv besprochen und fand auch internationale Beachtung. Kritisiert wurde das Werk etwa durch Ferdinand Tremel, der „schiefe Urteile“ und „sachliche Irrtümer“ ausmachte. Gerhard A. Ritter und Klaus Tenfelde bezeichnen den Band hingegen als „Standardwerk“.
Von 1966 bis 1971 war Preradovich stellvertretender Leiter des Instituts zur Erforschung historischer Führungsschichten in Bensheim an der Bergstraße. Zu diesem Zweck ließ er sich mehrmals von der Fakultät beurlauben und hielt auch keine Vorlesungen mehr. 1971 erlosch schließlich seine Venia.
Von 1972 bis 1974 war Preradovich Chef der Geschichtsredaktion des H. Schroedel Verlages in Hannover.
Preradovich war Mitglied der Ranke-Gesellschaft in Hamburg, der Gesellschaft für Sozial- und Wirtschaftsgeschichte in München und der Gesellschaft für Geistesgeschichte in Erlangen. 1963 referierte er auf der Jahrestagung des Forschungsinstitutes für den Donauraum. Von 1953 bis 1974 veröffentlichte er mehrere Artikel in der Neuen Deutschen Biographie. Außerdem trat er in dieser Zeit als Rezensent und Autor in wissenschaftlichen Fachzeitschriften und Jahrbüchern in Erscheinung (u. a. Historische Zeitschrift, Vierteljahrschrift für Sozial- und Wirtschaftsgeschichte, Zeitschrift für Religions- und Geistesgeschichte, Ungarn-Jahrbuch, Saeculum) und war ständiger Mitarbeiter des Genealogischen Handbuchs des Adels.
Für Bernd Wegner war Preradovich durch seine „Beiträge zur empirischen Elitenforschung einschlägig ausgewiesen“. Sein Nachlass (u. a. Adel, Führungsschichten Preußens und Österreichs und Militaria) befindet sich im Bestand des Instituts für Personengeschichte der Friedrich-Wilhelm-Euler-Stiftung in Bensheim.

### Rechtsextreme Publizistik (1980er ff.)
Seine Schriften „Gott segne den Führer!“ Die Kirchen im 3. Reich (Druffel-Verlag, 1985), „Reichskristallnacht“, 9. November 1938. Hintermänner und Hintergründe (Türmer-Verlag, 1988) und Die sieben Todsünden Adolf Hitlers. Eine kritische Untersuchung (Türmer-Verlag, 1989) werden als „rechtsextreme Buchpublikationen“ in der Dokumentationsstelle des Instituts für Politische Wissenschaft (Rechtsextremismusarchiv) der Gottfried Wilhelm Leibniz Universität Hannover geführt.
Sein 1985 im Vorwinckel Verlag erschienenes Werk Die Generale der Waffen-SS wurde von Bernd Wegner als „rechtsradikales Machwerk“ eingestuft.
Ab 1992 gehörte Preradovich mit Karl-Heinz Sendbühler, Gustav Sichelschmidt, Fritz Hippler und anderen zum Redaktionskollegium der rechtsextremen Zeitschrift Nation. Das politische Magazin für Deutschland. Jahrelang war er Mitarbeiter der National-Zeitung von Gerhard Frey. Überdies veröffentlichte er in anderen extrem rechten Organen wie Die Aula, der Deutschen Geschichte und den Deutschen Annalen von Gert Sudholt, den Mitteilungen der Wohlfahrtsvereinigung der Glasenbacher, der Reihe Eckartschriften (Nr. 106) des Schutzvereins Österreichische Landsmannschaft, sowie den Deutschen Monatsheften, der Zeitschrift Nation Europa, der Zeitschrift Deutschland in Geschichte und Gegenwart, der Zeitschrift Neue Ordnung und der Zeitschrift Die Kameradschaft.
In der Aula 3/94 schrieb Preradovich im Artikel ‚Zigeuner‘ oder ‚Roma und Sinti‘?: „Nachdem sich die Zigeuner zwischen 1417 und 1883 nicht verändert haben, ist es kaum anzunehmen, daß in den letzten 110 Jahren ein wesentlicher Wandel eingetreten sein könnte.“
Da nach dem Bombenattentat auf Roma in Oberwart am 5. Februar 1995 der/die Täter im Umkreis der Leser der Aula vermutet wurden, führten Preradovichs „Zigeuner“-Artikel in der Aula dazu, dass am 19. Juni 1995 MdB Ulla Jelpke und die Gruppe der PDS in einer Kleinen Anfrage die deutsche Bundesregierung fragten, welche „verfassungsschutzrelevanten Kenntnisse“ sie über Preradovich habe.
Preradovich gehörte zu den Unterzeichnern des 1996 veröffentlichten „Appell der 100“, einer Stellungnahme, die sich gegen Gesetze gegen Holocaustleugnung aussprach (siehe Helmut Schröcke).
Preradovich war zunächst Vortragender bei der rechtsextremen Gesellschaft für freie Publizistik (GfP), 1999 wurde er dann mit der „Ulrich-von-Hutten-Medaille“ der GfP ausgezeichnet.
Das Dokumentationsarchiv des österreichischen Widerstandes (DÖW) berichtete über das Ulrichsbergtreffen 2000, dort sei ein Flugblatt verteilt worden, auf dem folgendes Bekenntnis Preradovichs zu lesen gewesen sei: „Ich bewundere Adolf Hitler von Tag zu Tag mehr. Der Mann hat zwölf Jahre regiert. Er hat mehr als fünf Jahre Krieg geführt, davon drei Jahre äußerst erfolgreich! Und das mit einem Volke, welches zu einem Drittel emigriert war, zu einem Drittel im Konzentrationslager saß und zu einem Drittel wütenden Widerstand leistete. Das soll dem Mann einmal erst einer nachmachen.“
Dem Historiker Niels Weise zufolge – er verweist auf einen Beitrag im Deutschen Soldatenjahrbuch und auf die „geschichtsrevisionistische Darstellung“ Die Schutzstaffel der NSDAP – „vertuschte“ Preradovich die Funktionen Theodor Eickes als KZ-Kommandant und Inspekteur der Konzentrationslager mit „dem Euphemismus, dieser sei in »führender Stellung in der SS« tätig gewesen“. An anderer Stelle führe er „perfiderweise die Dachauer Lagerordnung als Beleg an, dass im KZ eine klare Ordnung geherrscht habe.“

## Schriften (Auswahl)
1950er bis 1970er Jahre
- Die Führungsschichten in Preußen und Österreich 1804–1918. Mit einem Ausblick bis zum Jahre 1945 (= Veröffentlichungen des Instituts für europäische Geschichte Mainz. Band 11). Franz Steiner Verlag, Wiesbaden 1955 (2. Auflage 1966).
- Der nationale Gedanke in Österreich 1866–1938 (= Historisch-politische Hefte der Ranke-Gesellschaft. H. 8). Musterschmidt-Verlag, Göttingen 1962.
- Des Kaisers Grenzer. 300 Jahre Türkenabwehr. Molden, Wien u. a. 1970.
- Die Wilhelmstraße und der Anschluss Österreichs, 1918–1933 (= Europäische Hochschulschriften. Reihe 3:  Geschichte und ihre Hilfswissenschaften. Band 3). Lang, Bern u. a. 1971.
- K.u.k. Anekdoten. Amalthea Signum Verlag, Wien u. a. 1975, ISBN 3-85002-062-2 (ungekürzte Lizenzausgabe, Ullstein Verlag, 1989; Lizenzausgabe Tosa 1996).
- Die militärische und soziale Herkunft der Generalität des deutschen Heeres, 1. Mai 1944 (= Studien zur Militärgeschichte, Militärwissenschaft und Konfliktsforschung. Band 14). Biblio-Verlag, Osnabrück 1978, ISBN 3-7648-1061-0.

1980er Jahre ff.
- Das seltsam wilde Leben des Pandurenoberst Franz von der Trenck, Leopold Stocker Verlag, Graz und Stuttgart 1980, ISBN 3-7020-0361-4.
- Die Einkreisung. Ursachen und Anlass des Ersten Weltkrieges. Druffel, Leoni am Starnberger See 1984, ISBN 3-8061-1031-0.
- Die Generale der Waffen-SS. Vowinckel, Berg am See 1985, ISBN 3-921655-41-2.
- mit Josef Stingl: „Gott segne den Führer!“ Die Kirchen im 3. Reich – eine Dokumentation von Bekenntnissen und Selbstzeugnissen. Druffel, Leoni am Starnberger See 1985, ISBN 3-8061-1040-9.
- Großdeutschland 1938. Traum – Wirklichkeit – Tragödie. Druffel, Leoni am Starnberger See 1987, ISBN 3-8061-1051-4.
- Österreichs höhere SS-Führer. Vowinckel, Berg am See 1987, ISBN 3-921655-55-2.
- Ich hab’s gewagt mit Sinnen. Ulrich von Hutten und seine Zeit (= Eckartschriften. H. 106). Österreichische Landsmannschaft, Wien 1988.
- Adolf Hitler. Das Urteil der Zeitgenossen. Türmer-Verlag, Berg am See 1988.
- „Reichskristallnacht“, 9. November 1938. Hintermänner und Hintergründe. Türmer-Verlag, 1988.
- Die sieben Todsünden Adolf Hitlers. Eine kritische Untersuchung (= Türmer-Taschenbuch. No. 14). Türmer-Verlag, Berg 1989, ISBN 3-87829-125-2.
- (Bearb.): Waldemar Schütz (Hrsg.): Deutsche Geschichte im 20. Jahrhundert geprägt durch Ersten Weltkrieg, Nationalsozialismus, Zweiten Weltkrieg. Chronologie. DVG, Deutsche Verlags-Gesellschaft, Rosenheim 1990, ISBN 3-920722-00-0.
- (Hrsg.): Deutschland und Polen 1919–1939 (= Türmer-Taschenbuch. No. 15). 2. Auflage. Türmer-Verlag, Berg am See 1990, ISBN 3-87829-132-9.
- Königsberg. Eine deutsche Stadt im Wandel der Zeiten. Verlagsgesellschaft Berg, Berg/Starnberger See 1993, ISBN 3-86118-30-8.
- Die Tschechoslowakei 1918–1992. Der Staat, den nur die Tschechen wollten. Eine historisch-politische Studie. Verlagsgesellschaft Berg, Berg am See 1993, ISBN 3-86118-023-5.
- Kultur- und Zeitgeschichte, Archiv der Zeit e. V., Rosenheim (Hrsg.): Anschluß 1938. Österreich und Sudetenland. Buchdienst DVG, Preußisch Oldendorf 1994, ISBN 3-920722-20-5.
- Kultur- und Zeitgeschichte, Archiv der Zeit e. V., Rosenheim (Hrsg.): 30. Juni 1934. Röhm-Putsch. Buchdienst DVG, Preußisch Oldendorf 1994, ISBN 3-920722-19-1.
- Der 20. Juli 1944. Ziele – Personen – Irrtümer. Eine kritische Studie. Druffel, Berg am Starnberger See 1994, ISBN 3-8061-1094-8.
- Danzig. Weg und Schicksal einer deutschen Stadt. VGB, Inning am Ammersee 1995, ISBN 3-86118-047-2.
- Die Schutzstaffel der NSDAP. Eine Dokumentation. Druffel und Vowinckel, Stegen/Ammersee 2004, ISBN 3-8061-1138-3.